# علم المحيطات الفيزيائي

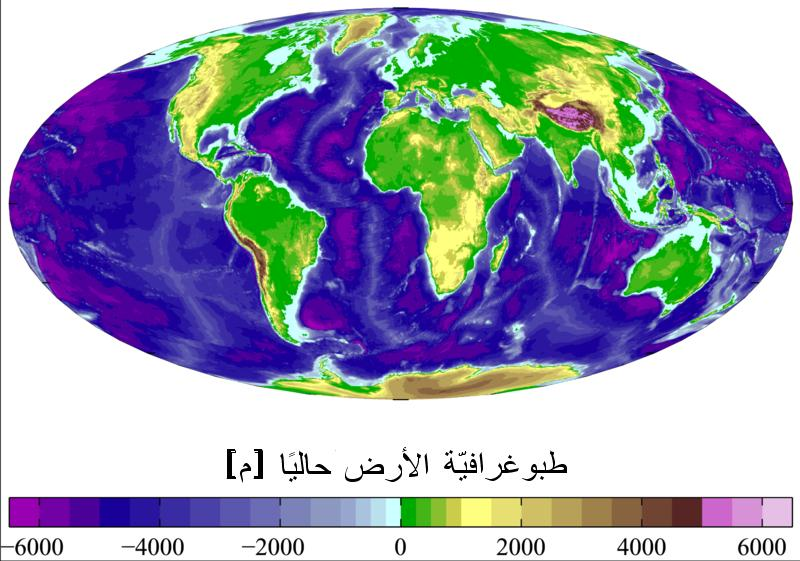
قياس أعماق محيطات الأرض.

علم المحيطات الفيزيائية (بالإنجليزية: Physical oceanography)‏ هو دراسة الأحوال المادية والعمليات الفيزيائية في المحيطات، وهي إحدى فروع علم المحيطات بجانب الفروع الأخرى مثل الكيميائية والجيولوجية والبيولوجية، ويدرس هذا الفرع خصائص المحيط الفيزيائية بما فيها هيكل الحرارة، والملوحة، الخلط، الأمواج، المد والجزر والتيارات.